# Oliver Quiring
Oliver Quiring (* 9. Juli 1969 in Hilpoltstein) ist ein deutscher Kommunikationswissenschaftler am Institut für Publizistik der Johannes Gutenberg-Universität in Mainz. Quiring studierte in Erlangen-Nürnberg Sozialwissenschaften; 2003 wurde er bei Winfried Schulz in Nürnberg promoviert. Im Jahr 2009 habilitierte er sich an der Ludwig-Maximilians-Universität München für das Fach Kommunikationswissenschaft. Seit 2009 ist Oliver Quiring Professor an der Johannes Gutenberg-Universität Mainz.
Oliver Quiring ist seit 2014 Vorsitzender der Deutschen Gesellschaft für Publizistik- und Kommunikationswissenschaft (DGPuK) und war von 2011 bis 2013 Geschäftsführender Leiter des Instituts für Publizistik in Mainz.

## Forschung
Schwerpunkte seiner Forschungs- und Lehrtätigkeit liegen in den Bereichen des Medienwandels, der Online-Kommunikation, Wirtschaftskommunikation und politischer Kommunikation.

## Veröffentlichungen (Auswahl)
- Quiring, Oliver (2004): Wirtschaftsberichterstattung und Wahlen. Konstanz: UVK (zugl. Diss.).
- Inga Huck, Oliver Quiring & Hans-Bernd Brosius (2009): Perceptual Phenomena in the Agenda-Setting Process. In: International Journal of Public Opinion Research, 21(2), 139–164.
- Quiring, Oliver (2009): What Do Users Associate with 'Interactivity'? A Qualitative Study on User Schemata. New Media & Society, 11(6), 899–920.
- Leiner, Dominik & Oliver Quiring (2008): What Interactivity Means to the User: Essential Insights and a Scale for Perceived Interactivity. Journal of Computer-Mediated *Communication, 14(1), S. 127–155.
- Quiring, Oliver & Olaf Jandura (2008): Interaktives Fernsehen als Problem in der Diffusionsforschung – wie sich Schlüsselereignisse und die Kommunikation über neue Medien auf die Verbreitung neuer TV-Angebote auswirken. Publizistik, 53(3), S. 386–413
- Oliver Quiring, Hans Mathias Kepplinger, Mathias Weber & Stefan Geiß: Lehman Brothers und die Folgen. Berichterstattung zu wirtschaftlichen Interventionen des Staates. VS, Wiesbaden 2013.[2]
- Ziegele, Marc & Oliver Quiring (2013): Conceptualizing Online Discussion Value: A Multidimensional Framework for Analyzing User Comments on Mass-Media Websites. Communication Yearbook, 37, 125–154.